# E-CODEX

e-CODEX-Logo

E-Codex (englisch e-Justice Communication via Online Data Exchange) ist ein Projekt der Europäischen Kommission zur Förderung des grenzüberschreitenden elektronischen Zugangs zum Recht der Mitgliedstaaten  für Bürger und Unternehmen sowie der elektronischen Zusammenarbeit von Einrichtungen der Justiz innerhalb der Europäischen Union.
Das Projekt E-Codex begann am 1. Dezember 2010 und endete am 31. Mai 2016. Seitdem wird es mit den Projekten „Me-CODEX“ und „e-CODEX Plus“ weiterentwickelt.
Um eine Interoperabilität zwischen bestehenden, technisch unterschiedlich ausgestalteten nationalstaatlichen IT-Systemen zu gewährleisten, wird mit dem Europäischen Justizportal eine einheitliche Infrastruktur für die direkte Kommunikation zwischen den Bürgern und den Gerichten geschaffen.

## Anwendungsfälle
- Die europäischen Verfahren für geringfügige Forderungen bis Euro 5000,- Streitwert wurden in Nordrhein-Westfalen für alle Amtsgerichtsbezirke dem Amtsgericht Essen übertragen.[7][8]
- Am europäischen Mahnverfahren (European Payment Order)[9] beteiligen sich seit 2013 Deutschland, Estland, Österreich, Griechenland, Italien und Polen.
- Seit Juni 2017 sind im European Business Register die Handelsregister aller EU-Mitgliedstaaten miteinander vernetzt. Rechtsgrundlage ist die Richtlinie 2012/17/EU.[10] Über das Register können Informationen über Unternehmen abgefragt werden, die in den Mitgliedstaaten sowie Island, Liechtenstein oder Norwegen registriert sind. Die Richtlinie wurde in Deutschland mit dem Gesetz zur Umsetzung der Richtlinie 2012/17/EU in Bezug auf die Verknüpfung von Zentral-, Handels- und Gesellschaftsregistern in der Europäischen Union vom 22. Dezember 2014 umgesetzt.[11][12]
- Bei einer europäischen Ermittlungsanordnung (European Investigation Order) wird auf dem Gebiet der internationalen Rechtshilfe in Strafsachen der sichere Datenaustausch mit Belgien und den Niederlanden pilotiert. Die E-Codex-Infrastruktur soll auch die Vollstreckung eines europäischen Haftbefehls (European Arrest Warrant) sowie von Haft- und Geldstrafen erleichtern. Das Projekt Evidence2 e-Codex betrifft den elektronischen Austausch von Beweismitteln und begann im Februar 2018.[13]

Die Projekte werden im Auftrag der Bund-Länder-Kommission für Informationstechnik in der Justiz vom Ministerium der Justiz des Landes Nordrhein-Westfalen geleitet.

## Internationale Koordinierung
Im Rahmen dieser Pilotprojekte können die verschiedenen Sachverhalte real getestet und umgesetzt werden. Dies bedeutet viele Herausforderungen, denn es sind nicht nur unterschiedliche Justiz- und IT-Systeme in den jeweiligen Ländern, sondern auch begriffliche Bedeutungsunterschiede, unterschiedliche Rollen und Befugnisse, die Sprachvielfalt Europas sowie das differierende Verständnis von juristischen Fachbegriffen und Berufsbezeichnungen, Berufskompetenzen variieren innerhalb Europas sehr.
Auch hier bildet e-CODEX eine wichtige Brücke. Unterschiedliche Akteure, unterschiedliche Ansichten, Chancen und Risiken, Menschen, die nationale und lokale Besonderheiten einbringen, Unterschiede und Gemeinsamkeiten, all das sind Aspekte, die in dem Projekt e-CODEX Berücksichtigung finden und finden müssen. Auf diese Weise soll gewährleistet werden, dass die erarbeiteten Lösungen praktikabel sein werden und akzeptiert werden.
Nationale Lösungen sollen miteinander verbunden werden.
Eine Arbeitsgruppe des Europäischen Gerichtshofs befasst sich beispielsweise mit der juristischen Fachsprache und hat eine mehrsprachige vergleichende Wortschatzsammlung mit elektronischer Übersetzungsmöglichkeit erarbeitet, die von dem Übersetzungszentrum für die Einrichtungen der Europäischen Union verwaltet wird.
Auf diese Weise wird sichergestellt, dass z. B. ein Formular, das ein Bürger in seiner Landessprache ausfüllt, bei dem Empfänger in der jeweiligen Sprache ankommen wird. Das System gewährleistet somit den Transport und die korrekte Übersetzung des Formulars in die Sprache des Empfängerlandes.
Schlanke Prozessabläufe vereinfachen den Rechtszugang, beschleunigen ferner die Durchsetzung von Recht, wie in dem Beispiel des französischen Paares die Erstattung des Verlustes.

## Digitaler Binnenmarkt
Digitale Projekte im Bereich der öffentlichen Verwaltung werden als LSP (Large Scale Pilot Projects) bezeichnet. Die Verwaltung benötigt für ihr Angebot elektronischer Dienstleistungen auf einem digitalen Binnenmarkt, beispielsweise bei der Erhebung von Umsatzsteuer, genauso wie die Privatunternehmen technische Lösungskomponenten für grenzüberschreitende Sachverhalte. Dies sind etwa epSOS (e-Health), PEPPOL (e-Procurement), SPOCS (e-business service) und STORK (e-ID). Diese Lösungsbausteine der LSPs wurden bei e-CODEX ebenfalls berücksichtigt. Für grenzüberschreitende Sachverhalte muss nicht stets das Rad neu erfunden werden. Auch deshalb sind die Open-Source-Lösungen ein idealer Ansatz. Sie können stets von Interessierten genutzt und weiterentwickelt werden.
Im Jahr 2013 startete darüber hinaus das Projekt e-SENS. Die Aufgabe dieses Projekts besteht darin, dass die bestehenden Lösungen aller LSPs weiterentwickelt und für weitere Bürgerservices genutzt, geschaffen und nachhaltig verankert werden. Technische Brückenkonstruktionen für elektronische Dienstleistungen werden für unterschiedliche grenzüberschreitende Sachverhalte benötigt. Auf diese Weise vollzieht die EU Schritt für Schritt den digitalen Wandel zum sog. E-Government.